# Allyson Schwartz

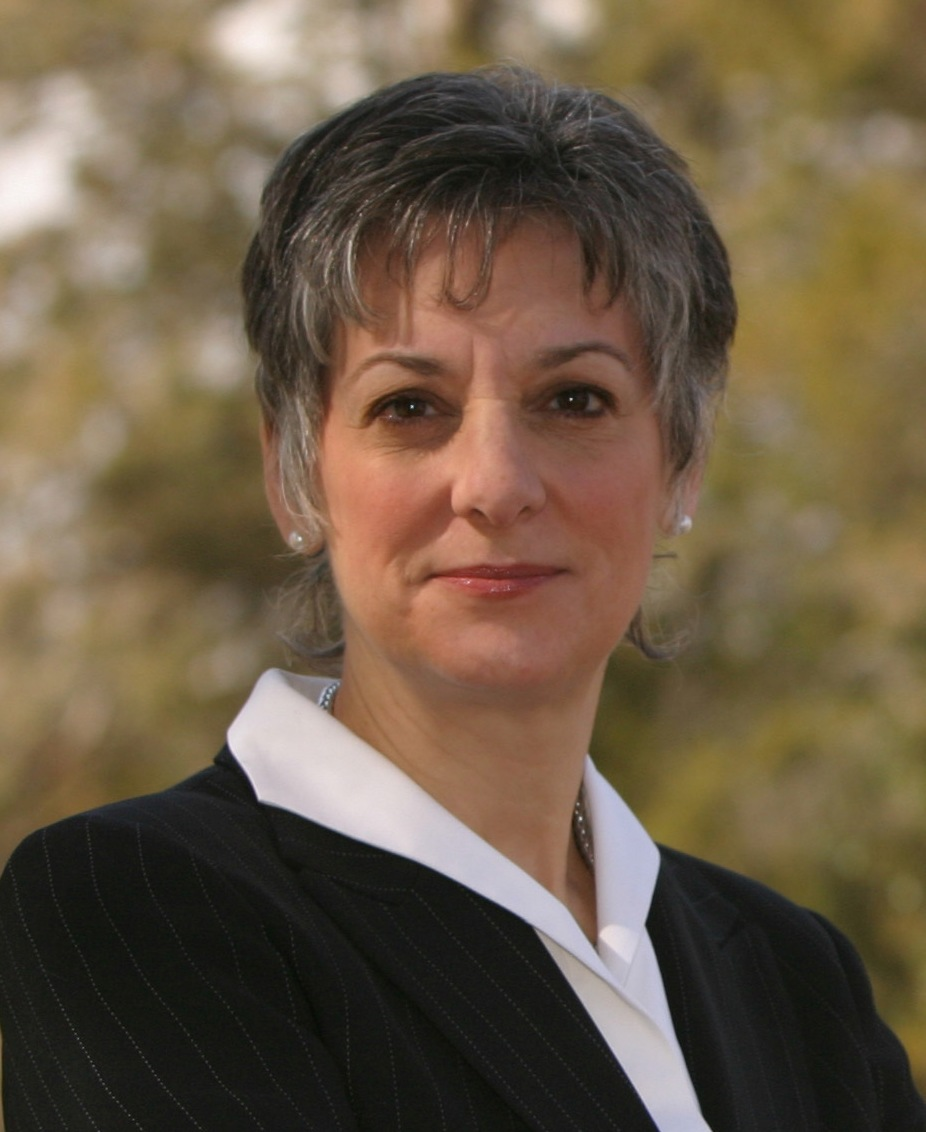
Allyson Schwartz (2011)

Allyson Young Schwartz (* 3. Oktober 1948 in New York City) ist eine US-amerikanische Politikerin der Demokratischen Partei. Von 2005 bis 2015 vertrat sie den Bundesstaat Pennsylvania im US-Repräsentantenhaus. Sie hatte im Frühjahr 2013 angekündigt, sich nicht mehr zur Wiederwahl zu stellen und stattdessen als Gouverneurin ihres Bundesstaats zu kandidieren. Die Primary um die Spitzenkandidatur ihrer Partei im Mai 2014 verlor sie jedoch gegen Tom Wolf.

## Werdegang
Allyson Young, so ihr Geburtsname, besuchte bis 1966 die Calhoun School in New York und studierte danach bis 1970 am Simmons College in Boston. Sie beendete ihre Ausbildung im Jahr 1972 am Bryn Mawr College in Pennsylvania. Zwischen 1972 und 1975 arbeitete sie für die Gesundheitsbehörde von Philadelphia. Anschließend war sie in dieser Stadt Direktorin am Elizabeth Blackwell Center, einer Klinik des Planned-Parenthood-Programms. Danach arbeitete sie im Jahr 1988 als Deputy Commissioner für die dortige Stadtverwaltung. Politisch schloss sie sich der Demokratischen Partei an. Zwischen 1991 und 2004 saß sie im Senat von Pennsylvania. Im Jahr 2000 strebte sie erfolglos die Nominierung ihrer Partei für die Wahlen zum US-Senat an.
Bei den Kongresswahlen des Jahres 2004 wurde Allyson Schwartz im 13. Wahlbezirk von Pennsylvania in das US-Repräsentantenhaus in Washington, D.C. gewählt, wo sie am 3. Januar 2005 die Nachfolge von Joe Hoeffel antrat. Nach vier Wiederwahlen konnte sie ihr Mandat im Kongress bis zum 3. Januar 2015 ausüben. Bis 2011 war sie Mitglied im Committee on Ways and Means. Danach gehörte sie dem Haushaltsausschuss und dem Auswärtigen Ausschuss an. Sie ist verheiratet und hat zwei erwachsene Söhne; privat lebt sie in Jenkintown.
Im Frühjahr 2013 kündigte Schwartz an, sich 2014 nicht mehr um ihren Sitz im Kongress zu bewerben und stattdessen für das Gouverneursamt in Pennsylvania zu kandidieren. Damit wollte sie den republikanischen Gouverneur Tom Corbett bei der Wahl im November 2014 herausfordern. Bei der parteiinternen Vorwahl der Demokraten am 20. Mai 2014 unterlag sie jedoch dem früheren Minister für Staatseinnahmen und Unternehmer Tom Wolf. Sie erreichte von den vier Bewerbern der Partei den zweiten Platz. Rund 17 Prozent der demokratischen Wähler sprachen sich für Schwartz aus. Auf Wolf entfielen knapp 58 Prozent.